# Hydrellia argyrogenis
Hydrellia argyrogenis är en tvåvingeart som beskrevs av Becker 1896. Hydrellia argyrogenis ingår i släktet Hydrellia, och familjen vattenflugor. Arten har ej påträffats i Sverige.